# Францталь (пам'ятка природи)
Францта́ль — ботанічна пам'ятка природи місцевого значення в Україні. Розташована в межах Тарашанської сільської громади Чернівецького району Чернівецької області, на північний схід від села Тарашани.
Площа 1 га. Статус присвоєно згідно з рішенням облвиконкому від 30.05.1979 року. Перебуває у віданні: ДП «Чернівецький лісгосп» (Кузьмінське лісництво, кв. 50, вид. 6).
Статус присвоєно для збереження частини лісового масиву з дубовими насадженнями природного походження віком 40 років. Зростають рослини, занесені до Червоної книги України. Насадження розташоване вздовж старої дороги «Францталь».